# Noël Simsolo
Noël Simsolo (Périgueux, Francia, 31 de agosto de 1944) es un historiador del cine, actor, guionista y director de cine francés, así como un conocido novelista.

## Trayectoria
Además de sus monografías sobre directores de cine, como Hitchcock, Hawks, Eastwood, o sobre El cine negro, ha publicado novelas, como una serie del detective Edgar Flanders.
Como actor, empezó en 1972 con La Maman et la Putain de Jean Eustache. Ha hecho películas con Godard, Claude Chabrol, Bertrand Tavernier, Paul Vecchiali y Otar Iosseliani. Su trayectoria en el cine francés ha sido muy abundante (cortos, guiones, filmes).

## Filmografía

### Como actor
- 1972 : La Maman et la Putain de Jean Eustache
- 1973 : Touche pas à la femme blanche de Marco Ferreri
- 1973 : Une baleine qui avait mal aux dents de Jacques Bral
- 1974 : Femmes femmes de Paul Vecchiali
- 1974 : Zig-Zig de László Szabó
- 1974 : Le Mâle du siècle de Claude Berri
- 1974 : Eugénie de Franval de Louis Skorecki
- 1975 : Les Pornocrates de Jean-François Davy
- 1975 : La Chatte sur un doigt brûlant de Cyrille Chardon
- 1975 : Exhibition de Jean-François Davy
- 1975 : Change pas de main (demain) de Paul Vecchiali
- 1975 : Les Deux gouines / Victoire et Isabelle de José Bénazéraf
- 1976 : Le Théâtre des matières de Jean-Claude Biette
- 1976 : Alice ou la Dernière Fugue de Claude Chabrol
- 1977 : La Machine de Paul Vecchiali
- 1978 : Les Héroïnes du mal de Walerian Borowczyk
- 1978 : Démons de midi de Christian Paureilhe
- 1978 : Cinématon #42 de Gérard Courant
- 1979 : Simone Barbès ou la vertu de Marie-Claude Treilhou
- 1979 : Ma blonde, entends-tu dans la ville... de René Gilson
- 1980 : Loin de Manhattan de Jean-Claude Biette
- 1983 : Les Favoris de la lune de Otar Iosseliani
- 1985 : Rosa la rose, fille publique de Paul Vecchiali
- 1985 : Autour de minuit de Bertrand Tavernier
- 1986 : Les Mois d'avril sont meurtriers de Laurent Heynemann
- 1986 : Cinématon #799 de Gérard Courant
- 1987 : La Comédie du travail de Luc Moullet, Antonietta Pizzorno y Hassan Ezzedine
- 1989 : Chasse gardée de Jean-Claude Biette
- 1990 : Faux et usage de faux de Laurent Heynemann
- 1993 : Pétain de Jean Marbœuf
- 1994 : L'enfer de Claude Chabrol
- 1994 : Mesmer  de Roger Spottiswoode
- 1995 : Le Complexe de Toulon de Jean-Claude Biette
- 1998 : Au cœur du mensonge de Claude Chabrol
- 1999 : 30 ans de Laurent Perrin
- 1999 : Éloge de l'amour de Jean-Luc Godard
- 2002 : Saltimbank de Jean-Claude Biette
- 2003 : À vot' bon cœur de Paul Vecchiali
- 2006 : Le Deal de Jean-Pierre Mocky
- 2007 : 13 French Street de Jean-Pierre Mocky
- 2011 : Crédit pour tous de Jean-Pierre Mocky
- 2011 : Le Dossier Toroto de Jean-Pierre Mocky
- 2011 : Dernière séance de Laurent Achard

### Realizador-guionista
- 1975 : Spasms of the Opera / Spasme Opéra
- 1980 : Cauchemar
- 1981 : Pierre Molinier, 7 rue des Faussets (documental)
- 1996 : Jean Cocteau, mensonges et vérités(documental)
- 2004 : Bâtons d'encens pour Mizoguchi (documental)
- 2005 : Souvenirs autour de Jean-Daniel Pollet (documental) (TV)

## Teatro
- 1979: Vous ne trouvez pas que ça sent la guerre ? de Noël Simsolo y Paul Vecchiali, dirigido por Christian Rauth, Festival de Aviñón